# 思纳博
思纳博（英語：Jim Hagemann Snabe，1965年10月27日—）
是一位丹麦商业领袖。现任 西门子公司及马士基（丹麦语： A.P Møller – Mærsk A/S）董事长。 思纳博曾与孟鼎铭一起担任德国软件公司 SAP SE的联席CEO，随后思纳博先后被任命为SAP SE董事会及监事会成员。自2016年 起，思纳博出任世界经济论坛理事会成员。 同时，思纳博还是哥本哈根商学院的客座教授。

## 早年经历
1967年，在思纳博两岁时与父母搬到格陵兰首府努克生活了七年，他的父亲是一名直升机飞行员。1984年至1990年，思纳博在奥胡斯大学商学院学习运筹学。目前，思纳博与妻子和两个孩子居住在丹麦哥本哈根。

## 职业生涯
思纳博于1990年开始在SAP公司 工作。在完成一年的实习后，他成为SAP公司丹麦分公司的一名咨询经理。1994年，思纳博离开SAP公司，成为IBM丹麦公司的负责人，但仅仅两年之后，他又重新回归了SAP公司。

### SAP
在担任了SAP公司瑞典分公司董事总经理三年之后，思纳博被任命为SAP公司北欧地区的董事总经理。此后不久，他先后担任SAP EMEA区域[8]的多个不同管理职位。自2008年7月起，思纳博担任SAP公司执行董事会成员。在李艾科离职后，思纳博及其同事孟鼎铭于2010年2月8日接任SAP AG联席首席执行官一职。

2013年7月21日，SAP公司宣布思纳博将在2014年加入董事会，不再担任联席首席执行官一职。在2014年5月21日SAP年度股东大会上，思纳博当选SAP公司 监事会成员。

### 其他职位
2016年4月，思纳博加入马士基董事会，并于 2017年3月成为马士基董事主席。

2017年2月1日，西门子公司宣布思纳博被提名为西门子公司监事会新任主席。2018年2月，思纳博正式接替格哈德·克罗姆（Gerhard Cromme）担任西门子公司监事会主席。

目前，思纳博还担任安联的董事会成员和世界经济论坛 的董事会成员。

思纳博曾在多家大型国际企业担任领导职务，同时他也是哥本哈根商学院在领导力、企业责任以及变革管理等领域非常受欢迎的演讲者和客座教授。

2017年，思纳博与特欧乐（Mikael Trolle）共同撰写了《梦想与细节 – 重塑数字新赛季的领导力》一书。基于思纳博与特欧乐丰富的领导经验，他们共同提出一种全新的领导模型，将激励、志向、创新以及员工赋权相结合，帮助企业在当下巨变的世界取得持续的成功。梦想与细节领导力模型建立在思纳博的信念之上，即企业必须重塑自我，将利润与企业责任、可持续的经管结合起来。2018年11月，思纳博与特欧乐创立了梦想与细节学院（Dreams and Details Academy），旨在通过咨询和教育服务来提高企业管理者的领导力。

## 著作
- Jim Hagemann Snabe et al (2009). Business process management:The SAP Roadmap. Bonn, Galileo Press / SAP Press, 2009
- Snabe, Jim Hagemann and Trolle, Mikael (2019). Dreams and details: Reinvent your business and your leadership from a position of strength. [Valby]: Spintype. ISBN 978-87-7192-053-6. OCLC 1111587499.
- Thinggaard, Lars and Snabe, Jim Hagemann (2020). Tech for Life: Putting trust back in technology. Spintype. ISBN 9788771920659